# Деметрий (сын Алфемена)
Деметрий (др.-греч. Δημήτριος) — македонский военачальник.
Деметрий родился в семье македонского аристократа Алфемена. В битве при Гавгамелах 331 года до н. э. он руководил илой тяжёловооружённой конницы гетайров на правом фланге, которая располагалась между отрядами Гераклида и Мелеагра. На этой должности, предположительно, Деметрий служил по меньшей мере с 334 года до н. э.
Современные историки обращают внимание, что Деметрий единственный из восьми илархов гетайров, которые сражались при Гавгамелах, сохранил высокое положение в македонском войске при Александре после 330 года до н. э. В этом году командир гетайров Филота был обвинён в заговоре против царя и казнён. Гетайры в ходе последующей реформы были расформированы. Однако, в отличие от других илархов, Деметрий стал начальником конницы гиппархом. По мнению В. Хеккеля, основанному на данных эпиграфики, Деметрий мог быть двоюродным братом одного из самых близких друзей Александра Гефестиона, что объясняет его карьерный рост.
Арриан упоминает Деметрия при описании кампании против сватов 327/326 года до н. э., когда Александр приказал Атталу, вместе с Алкетой и «гиппархом Деметрием» осаждать Оры до его прибытия.
Во время битвы на Гидаспе 326 года до н. э. Деметрий форсировал реку вместе с Александром. Впоследствии царь отправил его гиппархию и таксис фалангитов Кена в тыл правого крыла индов.
Последнее упоминание Деметрия связано с кампанией против маллов 326/325 года до н. э. Александр приказал Пифону и Деметрию следовать к реке для поимки и уничтожения бежавших маллов. Согласно Арриану, «воины Пифона и Деметрия многих захватили по лесам и убили».